# Посёлок Шпалозавода
Шпалозаво́да — посёлок в городском округе Бор Нижегородской области России.

## География
Расположен в 22 км на северо-восток от Нижнего Новгорода и в 20 км от центра городского округа — города Бор. В посёлке находится остановочный пункт пригородных электропоездов Шпалозавод, в 2 километрах севернее посёлка — железнодорожная станция Каликино.

## История
Посёлок основан в 1934 году в связи со строительством шпалопропиточного завода на новом месте (до этого момента шпалопропиточный завод находился в черте Нижнего Новгорода).
В посёлке проживают в основном работники шпалопропиточного завода. Имеется 8 улиц. Преобладающая застройка — двухэтажные многоквартирные дома.
Единственное крупное предприятие — Каликинский шпалопропиточный завод. На заводе действует узкоколейная железная дорога.

## Население
| 2002 | 2010 |
| ---- | ---- |
| 882  | ↘874 |